# Tajemniczy duch
Tajemniczy duch (org. Spuk von draußen, dosłownie: Zjawa z zewnątrz) – enerdowski serial fantastyczny dla dzieci emitowany po raz pierwszy w latach 1987–1988. Serial liczył 9 odcinków. W Polsce emitowany w 1990 roku przez TVP1 w ramach Kina Teleranka.
Serial jest trzecią częścią cyklu filmów Spuk, w ramach którego prezentowane były seriale fantastyczne dla dzieci. Poszczególne części serii nie były powiązane między sobą fabularnie. Cykl ten kontynuowany był również po zjednoczeniu Niemiec, do roku 2002.

## Treść[1]
Do małego miasteczka Bärenbach położonego gdzieś w Saksonii, w górach Rudawach, przyjeżdża na wakacje rodzina Habermannów. Habermannowie podejmują decyzję, by osiedlić się tu na stałe. Wprowadzają się do starego domu, w którym lokatorem jest starszy pan zwany dziadkiem Rodenwaldem. Okoliczni mieszkańcy twierdzą, że dom jest nawiedzony, ale ojciec - doktor Jürgen Habermann (Wolf-Dieter Lingk) nie daje temu wiary. Dzieci Habermannów – siostry Max i Moritz oraz ich brat Torsten prędko zaprzyjaźniają ze współlokatorem. Wkrótce odkrywają jednak, że jest on robotem RO-101, przywiezionym tu przez kosmitów z planety Obskura, którzy zbudowali ten dom jeszcze w średniowieczu, jako swoją letnią kwaterę.
W tym samym czasie do miasteczka przybywa ekipa filmowa, która zamierza kręcić tu film historyczny. Równocześnie pojawiają się trzej kosmici z planety Obskura, którzy przybywają na Ziemię, by zabrać do siebie robota oraz budynek.

## Odcinki
1. Das alte Haus
2. Die Vorzeichen
3. Die Landung
4. Die Fremden
5. Der Kampf beginnt
6. Die unsichtbare Wand
7. Der Planet Obskura
8. Die Raumstreicher
9. Die entscheidende Nacht

## Obsada[2]
- Wolf-Dieter Lingk: doktor Jürgen Habermann
- Madeleine Lierck: Renate Habermann
- Maurice Zirm: Torsten Habermann (syn)
- Kathrin Bachert: Max Habermann (córka)
- Janine Demuschewsky: Moritz Habermann (córka)
- Hajo Müller: dziadek Rodenwald/robot RO-101
- Klaus Hecke: kosmita
- Peter Jahoda: kosmita
- Peter Pauli: kosmita